# Kulhar

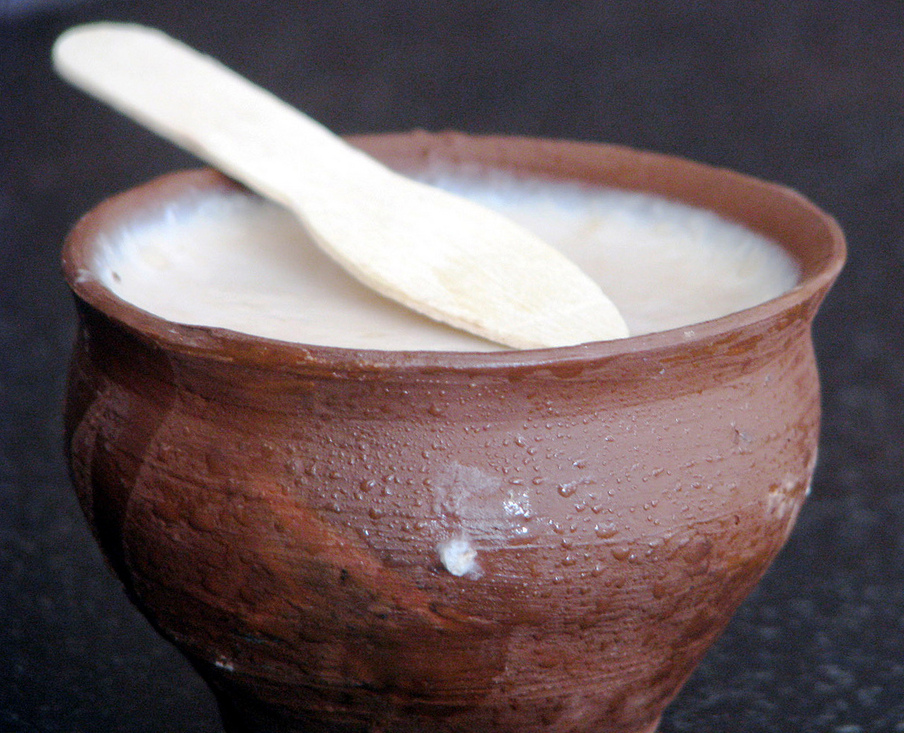
Un vas kulhar amb dahi.

Un kulhar (hindustànic: कुल्हड़ o کلہڑ) o kulhad, de vegades anomenat shikora, és una tassa d'argila sense mànec tradicional del nord de l'Índia i el Pakistan, típicament sense pintar i sense vidriar, i destinada a ser d'un sol ús. La característica més interessant del kulhar rau en el fet que no es troben pintats. Els kulhars es troben sense vidriar tant a l'interior com a l'exterior. Com que els kulhars es fabriquen en kilns i gairebé mai es reutilitzen; són inherentment estèrils i higiènics. Els basars i parades d'aliments del subcontinent indi servien tradicionalment begudes calentes, com el te, en kuhlars, que dotaven la beguda d'un aroma terrós que sovint es considerava atractiu. El iogurt, la llet calenta amb sucre i algunes postres regionals, com ara el kulfi (gelat tradicional), també se serveixen en kulhars. Els Kulhars han anat deixant pas al poliestirè i a les tasses de paper recobert, perquè aquestes últimes són més lleugeres per transportar a granel i són més barates. Els Kulhars poden haver-se estat utilitzant a la regió durant els últims 5.000 anys, des de la civilització de la Vall de l'Indus.

## Efectes sobre el gust

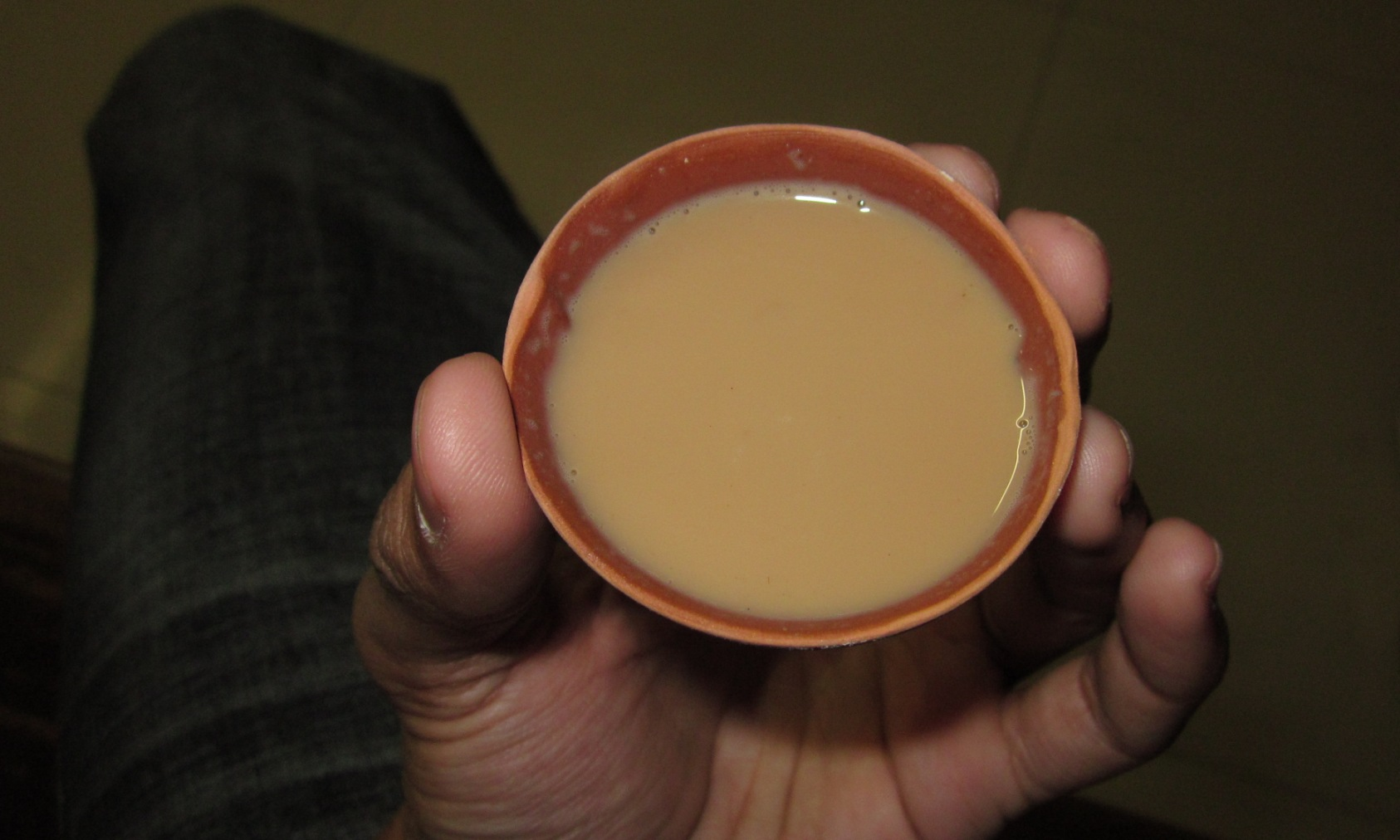
Te servit en un kulhar.

Com que els kulhars no estan vidriats, una beguda calenta com ara el te s'enfonsa parcialment a la paret interior del kulhar on s'està servint. Això té un efecte que millora el gust i la fragància de la beguda, que a vegades es descriu com "terrosa" (सौंधी ख़ुशबू, سوندهی خشبو, sondhi khushboo). Tot i que els kulhars han perdut terreny davant les tasses sintètiques per raons de cost i eficiència, els restaurants de gamma alta solen servir als chai kulhar-waali (te a kulhars).

## Intents de revifalla i crítiques

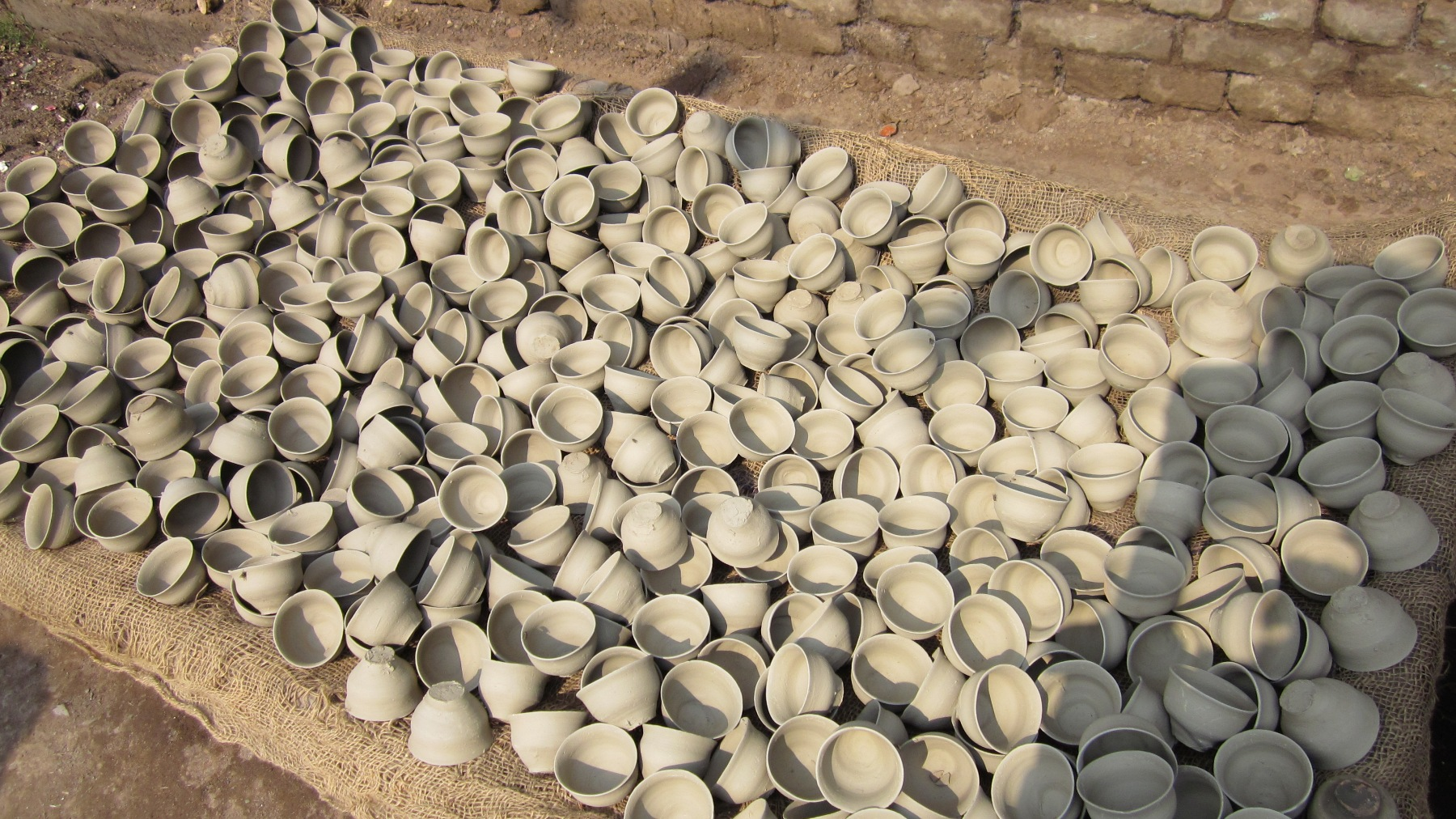
Fàbrica de kulhars en una zona rural de l'índia.

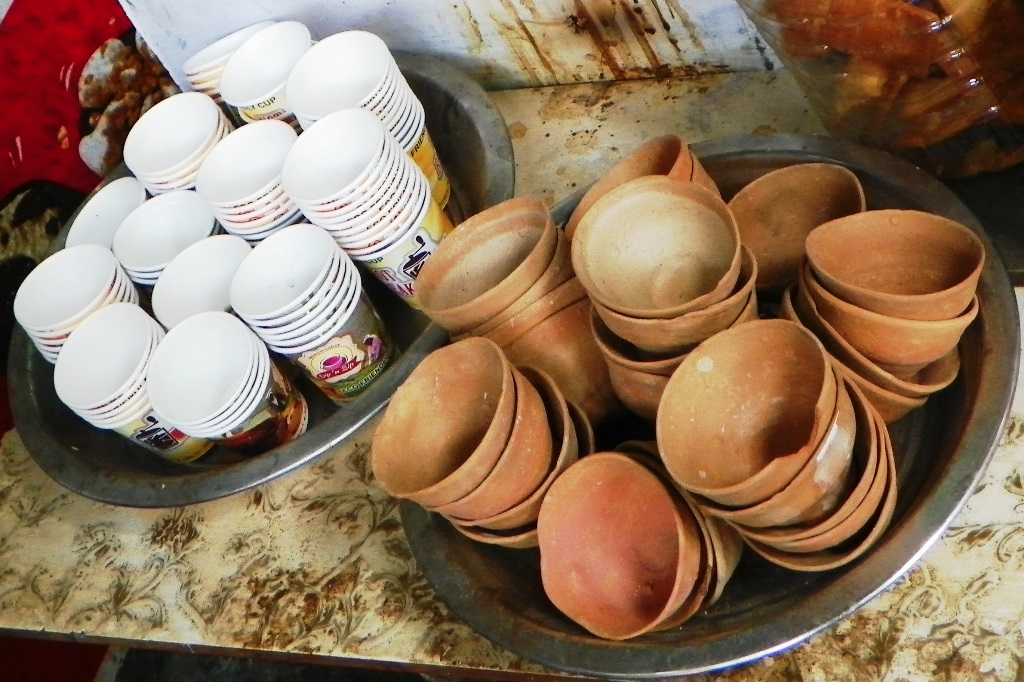
Gots de plàstic i kulhars.

El 2004, els Ferrocarrils de l'Índia (aleshores sota el lideratge del ministre Laloo Prasad Yadav) van intentar reanimar l'ús de kulhars per a te i altres begudes venudes en estacions de trens i a bord dels mateixos trens. Es va argumentar que això era més higiènic que no pas el plàstic, i també més ecològic perquè els kulhars estan fets exclusivament de fang. També es va creure que, atès que els kulhars són fabricats per petits forns rurals, això ajudaria a impulsar l'ocupació rural. Els crítics van afirmar que els ferrocarrils necessitarien uns 1.800 milions de kulhars l'any, la qual cosa suposaria un consum de combustible fort als forns amb contaminació associada. El descobriment de fragments antics de milers d'anys procedents de les ruïnes de la vall de l'Indus també es va utilitzar com a prova per a negarr l'afirmació que els kulhars es biodegraden ràpidament i són ambientalment superiors. Si el kulhar es cou a temperatures més elevades, l'element resultant pot trigar fins a una dècada a degradar-se. També es va expressar la por que un renaixement de kulhar podria produir un esgotament del sòl a una velocitat de 100 hectàrees (0,40 km²) per estat al dia i que els beneficis econòmics per als artesans rurals serien mínims. Tot i que hi ha alternatives al sòl i es poden fer kulhars a temperatures més baixes per estalviar combustible i fer-les degradables més ràpidament, el 2008 es va considerar que un esforç per reactivar l'ús de kulhar es considerava un fracàs amb l'ús continuat generalitzat de plàstic i recobriments sintètics i de paper. Les raons principals eren el pes dels kulhars i el major cost per unitat. Una estimació afirmava que els costos d'adquisició eren de 40 paises per kulhar i de 7-10 paises per a tasses de paper recobert. També hi va haver algunes queixes dels venedors referents al fet que, com que els kulhars absorbeixen líquids fins a cert punt, als compradors se'ls ha de donar més te per ració en kulhar que en una tassa de plàstic d'un sol ús.